# Fleurac (Charente)
Fleurac is een gemeente in het Franse departement Charente (regio Nouvelle-Aquitaine) en telt 232 inwoners (1999). De plaats maakt deel uit van het arrondissement Cognac.

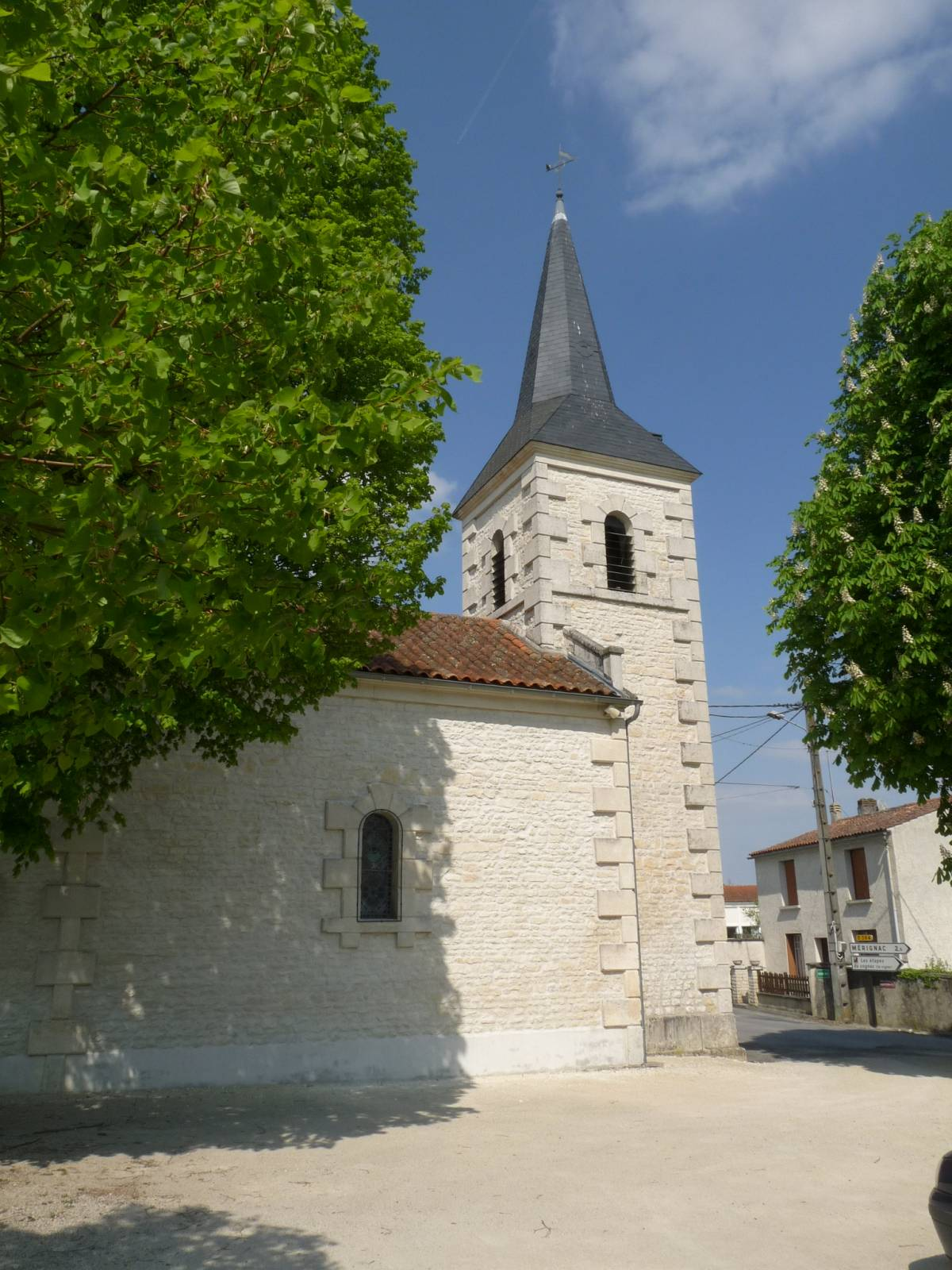
De kerk van Fleurac

## Geografie
De oppervlakte van Fleurac bedraagt 2,2 km², de bevolkingsdichtheid is 105,5 inwoners per km².
De onderstaande kaart toont de ligging van Fleurac (Charente) met de belangrijkste infrastructuur en aangrenzende gemeenten.

## Demografie
Onderstaande figuur toont het verloop van het inwonertal (bron: INSEE-tellingen).